# Eupithecia rjabovi
Eupithecia rjabovi är en fjärilsart som beskrevs av András Vojnits 1975. Eupithecia rjabovi ingår i släktet Eupithecia och familjen mätare. Inga underarter finns listade i Catalogue of Life.